# Nowa Wieś Lęborska (przystanek kolejowy)
Nowa Wieś Lęborska – czynny sezonowo przystanek kolejowy a dawniej stacja kolejowa w Nowej Wsi Lęborskiej na linii kolejowej nr 229, w województwie pomorskim. Budynek dworcowy został rozebrany.

## Ruch pasażerski
| Rok  | Wymiana pasażerska na dobę |
| ---- | -------------------------- |
| 2017 | 0-9                        |
| 2022 | 0-9                        |